# 嘉興公主 (明朝)
嘉興公主（1409年—1439年3月9日）， 明朝公主。明仁宗朱高炽长女，母为誠孝昭皇后。
永乐七年（1409年）生。洪熙元年（1425年），封嘉兴公主。宣德三年（1428年），下嫁井源。正统二年，进封嘉興大长公主。正統四年二月癸酉，公主去世，享年三十一岁。此後十年，井源死於土木之變。